# ریچارد هیمنز
ریچارد هیمنز (انگلیسی: Richard Hymns؛ زاده ۱۹۴۷) یک تدوینگر صدای اهل ایالات متحده آمریکا است.